# Moto E (thế hệ thứ hai)
Thế hệ thứ hai của Moto E (còn được tiếp thị với tên gọi New Moto E) là một điện thoại thông minh chạy hệ điều hành Android do Motorola Mobility phát triển bởi. Được phát hành vào ngày 25 tháng 2 năm 2015, nó là thiết bị kế nhiệm của Moto E vốn được phát hành năm 2014. Thiết bị này thuộc dòng tầm trung, phù hợp cho những người dùng điện thoại thông minh lần đầu hoặc người tiêu dùng tiết kiệm. Nó có mặt ở 40 quốc gia trên toàn thế giới.
Motorola thông báo rằng phiên bản LTE của Moto E sẽ nhận được bản nâng cấp lên Android 6.0 "Marshmallow" ở một vài quốc gia.

## So sánh
|                    | Thế hệ thứ nhất         | Thế hệ thứ hai                          |
| ------------------ | ----------------------- | --------------------------------------- |
| Bộ nhớ trong       | 4 GB                    | 8 GB                                    |
| Màn hình           | 4.3 inch                | 4.5 inch                                |
| Bộ xử lý           | Snapdragon 200          | 4G - Snapdragon 410 3G - Snapdragon 200 |
| Camera trước       | Không                   | Có                                      |
| Flash              | Không                   | Không                                   |
| Phiên bản Android  | 4.4 KitKat (lúc ra mắt) | 5.0.2 Lollipop (lúc ra mắt)             |
| Pin rời            | Không                   | Không                                   |
| Lắc để chạy camera | Không                   | Có                                      |

## Phiên bản
Moto E thế hệ thứ hai có hai phiên bản:
3G - Otus - với Snapdragon 200 
- XT1505 - Toàn cầu
- XT1506 - Toàn cầu, 2 SIM
- XT1511 - Thị trường Hoa Kỳ

4G/LTE - Surnia - với Snapdragon 410
- XT1514 - Thị trường Brazil, 2 SIM
- XT1521 - Toàn cầu, 2 SIM
- XT1523 - Thị trường Brazil, 2 SIM, 16 GB
- XT1524 - Toàn cầu
- XT1526 - 4G/LTE (CDMA) cho nhà mạng Sprint (Sprint Prepaid, Boost, Virgin Mobile) ở thị trường Hoa Kỳ
- XT1527 - Thị trường Hoa Kỳ
- XT1528 - 4G/LTE (CDMA) cho Verizon Prepaid, thị trường Hoa Kỳ